# NGC 178
NGC 178 es una galaxia espiral barrada localizada en la constelación de Cetus.